# Cryptoloba metorchatica
Cryptoloba metorchatica là một loài bướm đêm trong họ Geometridae.